# Lloyd Brevett
Pour les articles homonymes, voir Brevet (homonymie).

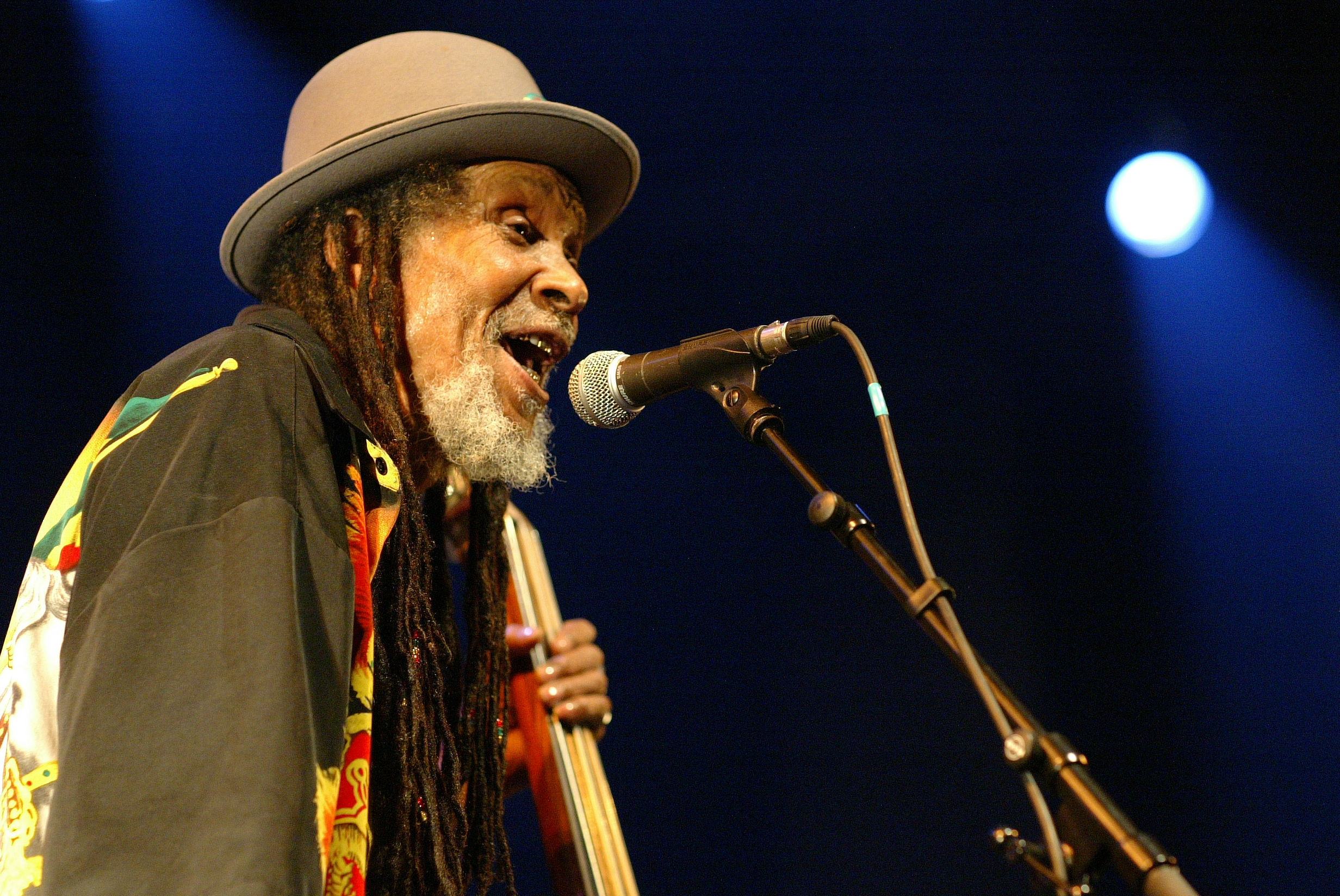
Lloyd Brevett, the Skatalites, Jazz sous les pommiers Coutances, 2004

Lloyd Brevett est un contrebassiste jamaïcain, né le 1er août 1931 à Kingston (Jamaïque), mort le 3 mai 2012. Il assurait, avec le batteur Lloyd Knibbs, la section rythmique du groupe de ska les Skatalites, actif depuis le début des années 1960. Rastafarien, il est, avec Knibbs, l'un des derniers survivants des membres originaux du groupe. Fatigué, il se retire au milieu des années 2000.

## Discographie
- 1975 - African Roots - Lloyd Brevett and the Skatalites